# يوهان جورج روديرير
يوهان جورج روديرير (بالألمانية: Johann Georg Roederer)‏ هو الطبيب الألماني طبيب التوليد من مواليد ستراسبورغ. كان الاب بالتبنى للمؤرخ أوغست لودفيج فون شلوزر (1735-1809).

## الوفاة
توفي في باريس في 4 أبريل 1763 عن عمر يناهز 36 عامًا. بعد وفاته شغل هاينريش أوغست ريسبيرغ منصبه في غوتنغن.